# Guerra total

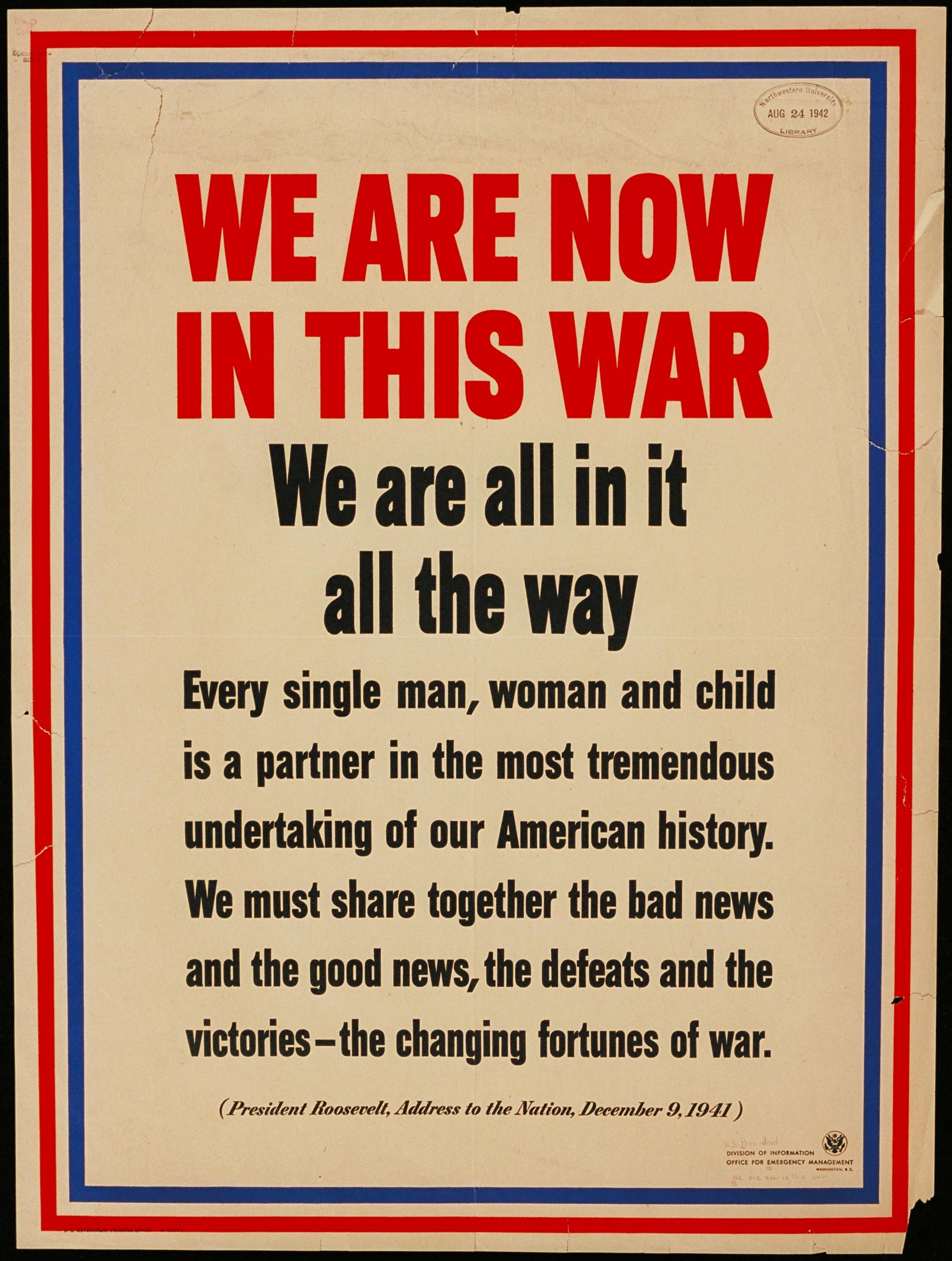
Cartaz da Segunda Guerra Mundial com a convocação de Franklin Roosevelt pela participação de todos os americanos na guerra.

Guerra total é a guerra que inclui todos e quaisquer recursos e infraestruturas associados a civis como alvos militares legítimos, mobiliza todos os recursos da sociedade para lutar na guerra e dá prioridade à guerra sobre as necessidades dos não combatentes.
O termo foi definido como "Uma guerra que não tem restrições em termos de armas usadas, o território ou combatentes envolvidos, ou os objetivos perseguidos, especialmente aquela em que as leis da guerra são desconsideradas".
Em meados do século XIX, os estudiosos identificaram a guerra total como uma classe separada de guerra. Em uma guerra total, a diferenciação entre combatentes e não combatentes diminui devido à capacidade dos lados opostos de considerar quase todos os humanos, incluindo os não combatentes, como recursos que são usados no esforço de guerra.

## Antecedentes
A frase "guerra total" remonta à publicação de 1935 das memórias do general alemão Erich Ludendorff na Primeira Guerra Mundial, Der totale Krieg ("A guerra total"). Alguns autores estendem o conceito até a obra clássica de Carl von Clausewitz, On War, como "absoluter Krieg" (guerra absoluta), embora ele não tenha usado o termo; outros interpretam Clausewitz de maneira diferente. Guerra total também descreve a "guerre à outrance" francesa durante a Guerra Franco-Prussiana.
Em sua carta de 24 de dezembro de 1864 ao Chefe do Estado-Maior durante a Guerra Civil Americana, o general da União William Tecumseh Sherman escreveu que a União estava "não apenas lutando contra exércitos hostis, mas um povo hostil, e deve tornar velhos e jovens, ricos e pobres, sentir a mão dura da guerra, bem como seus exércitos organizados", defendendo a marcha de Sherman para o mar, a operação que infligiu a destruição generalizada de infraestrutura na Geórgia.
O General Curtis LeMay da Força Aérea dos Estados Unidos atualizou o conceito para a era nuclear. Em 1949, ele propôs pela primeira vez que uma guerra total na era nuclear consistiria em lançar todo o arsenal nuclear em um único golpe avassalador, indo tão longe quanto "matar uma nação".

## Exemplo

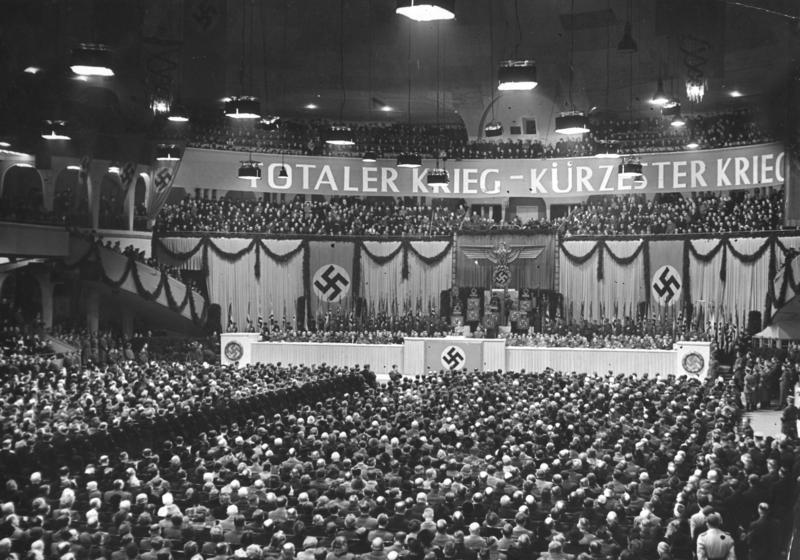
Bundesarchiv Bild

### Segunda Guerra Mundial
A Segunda Guerra Mundial foi a guerra total por excelência da modernidade. O nível de mobilização nacional de recursos em todos os lados do conflito, o espaço de batalha sendo contestado, a escala dos exércitos, marinhas e forças aéreas aumentadas por meio do recrutamento, a seleção ativa de alvos entre os não combatentes (e as propriedades dos não combatentes), desrespeito geral pelos danos colaterais e os objetivos irrestritos dos beligerantes marcaram a guerra total em uma escala multicontinental sem precedentes e insuperável.

## Dias atuais
Desde o fim da Segunda Guerra Mundial, nenhuma nação industrial travou uma guerra tão grande e decisiva. Isso é provavelmente devido à disponibilidade de armas nucleares, cujo poder destrutivo e rápida implantação tornam uma mobilização total dos recursos de um país, como na Segunda Guerra Mundial, logisticamente impraticável e estrategicamente irrelevante. Essas armas são desenvolvidas e mantidas com orçamentos de defesa relativamente modestos em tempos de paz.
No final da década de 1950, o impasse ideológico da Guerra Fria entre o mundo ocidental e a União Soviética resultou em milhares de armas nucleares sendo apontadas de um lado para o outro. Estrategicamente, o equilíbrio igual de poder destrutivo possuído por cada situação lateral passou a ser conhecido como Destruição Mutuamente Assegurada (MAD), considerando que um ataque nuclear de uma superpotência resultaria em contra-ataque nuclear da outra. Isso resultaria em centenas de milhões de mortes em um mundo onde, em palavras amplamente atribuídas a Nikita Khrushchev, "Os vivos invejarão os mortos".
Durante a Guerra Fria, as duas superpotências procuraram evitar o conflito aberto entre suas respectivas forças, já que ambos os lados reconheceram que tal conflito poderia facilmente aumentar e envolver rapidamente armas nucleares. Em vez disso, as superpotências lutaram entre si por meio de seu envolvimento em guerras por procuração, aumento militar e confrontos diplomáticos.
No caso de guerras por procuração, cada superpotência apoiou seus respectivos aliados em conflitos com forças alinhadas com a outra superpotência, como na Guerra do Vietnã e na invasão soviética do Afeganistão.
Durante as guerras iugoslavas, a OTAN conduziu ataques contra a rede elétrica em território inimigo usando bombas de grafite. A OTAN afirmou que o objetivo de seus ataques era interromper a infraestrutura militar e as comunicações.
Em junho de 2024, o ministro das relações exteriores de Israel, Israel Katz, em comunicado oficial de seu gabinete, afirmou que o Hezbollah viria a ser "destruído" e o Líbano "atingido com força" em um evento de "guerra total", no contexto do Conflito Israel–Hezbollah (2023–presente).